# Beaudricourt
Beaudricourt és un municipi francès situat al departament del Pas de Calais i a la regió dels Alts de França. L'any 2007 tenia 99 habitants.

## Demografia

### Població
El 2007 la població de fet de Beaudricourt era de 99 persones. Hi havia 36 famílies de les quals 8 eren unipersonals (4 homes vivint sols i 4 dones vivint soles), 8 parelles sense fills, 16 parelles amb fills i 4 famílies monoparentals amb fills.
La població ha evolucionat segons el següent gràfic:
Habitants censats

### Habitatges
El 2007 hi havia 43 habitatges, 38 eren l'habitatge principal de la família, 2 eren segones residències i 3 estaven desocupats. Tots els 39 habitatges eren cases. Dels 38 habitatges principals, 34 estaven ocupats pels seus propietaris i 4 estaven llogats i ocupats pels llogaters; 3 tenien tres cambres, 16 en tenien quatre i 19 en tenien cinc o més. 34 habitatges disposaven pel capbaix d'una plaça de pàrquing. A 17 habitatges hi havia un automòbil i a 18 n'hi havia dos o més.

### Piràmide de població
La piràmide de població per edats i sexe el 2009 era:
| Homes | Edats   | Dones |
| ----- | ------- | ----- |
| 0     | 95 o +  | 0     |
| 0     | 90 a 94 | 0     |
| 0     | 85 a 89 | 0     |
| 0     | 80 a 84 | 0     |
| 0     | 75 a 79 | 4     |
| 4     | 70 a 74 | 4     |
| 0     | 65 a 69 | 4     |
| 4     | 60 a 64 | 4     |
| 0     | 55 a 59 | 0     |
| 0     | 50 a 54 | 0     |
| 8     | 45 a 49 | 8     |
| 0     | 40 a 44 | 4     |
| 8     | 35 a 39 | 0     |
| 0     | 30 a 34 | 4     |
| 0     | 25 a 29 | 4     |
| 0     | 20 a 24 | 0     |
| 0     | 15 a 19 | 4     |
| 0     | 10 a 14 | 0     |
| 0     | 5 a 9   | 4     |
| 4     | 0 a 4   | 0     |

## Economia
El 2007 la població en edat de treballar era de 62 persones, 44 eren actives i 18 eren inactives. De les 44 persones actives 42 estaven ocupades (22 homes i 20 dones) i 2 estaven aturades (2 homes). De les 18 persones inactives 2 estaven jubilades, 6 estaven estudiant i 10 estaven classificades com a «altres inactius».
Activitats econòmiques
L'únic establiment que hi havia el 2007 era d'una empresa de construcció.
L'únic servei als particulars que hi havia el 2009 era un electricista.
L'any 2000 a Beaudricourt hi havia 8 explotacions agrícoles que ocupaven un total de 496 hectàrees.

## Poblacions més properes
El següent diagrama mostra les poblacions més properes.